# Římský císařský kult

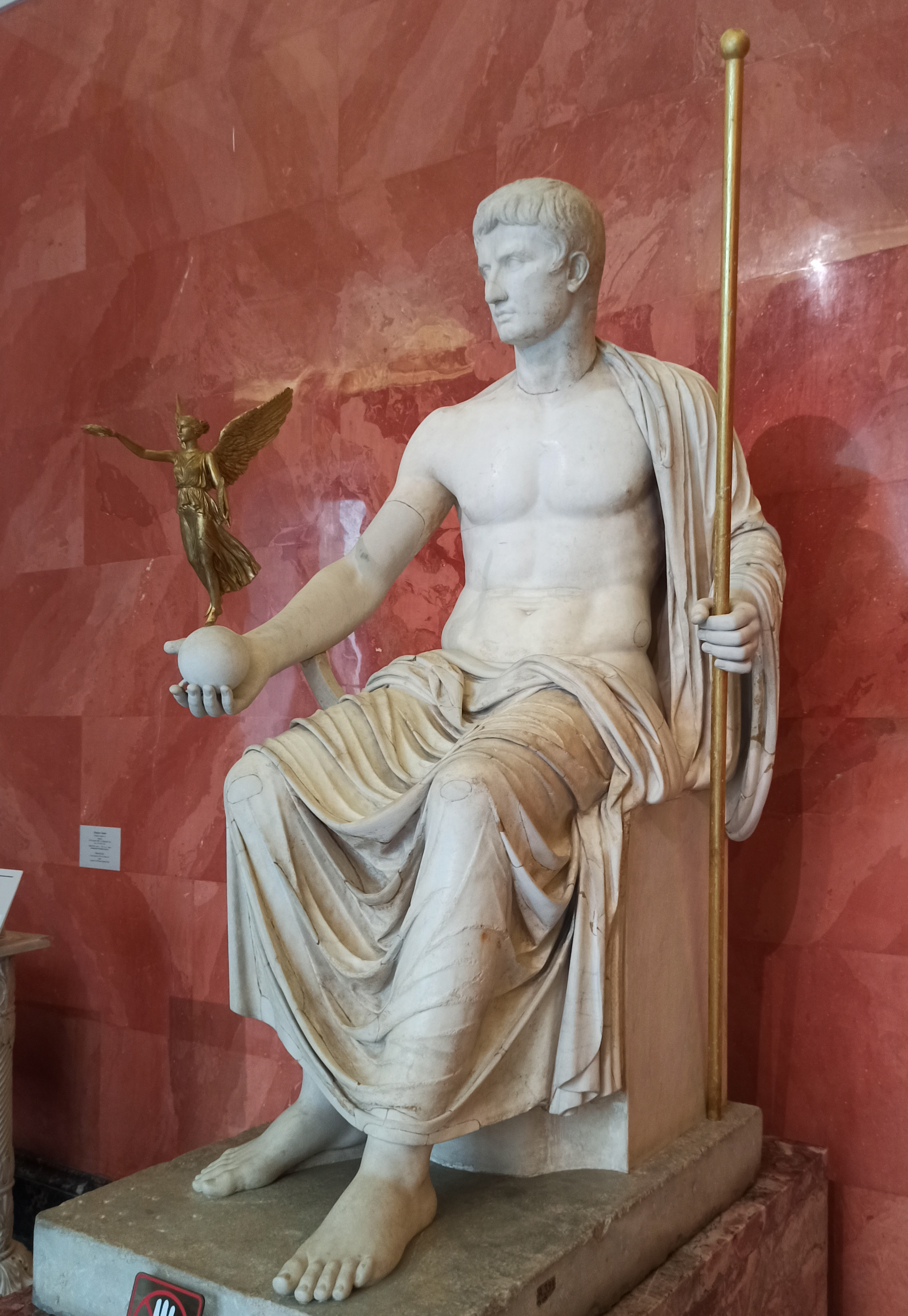
Augustus v podobě boha Jova s jeho atributy

Římský císařský kult byl formou náboženství ve starověkém Římě. Vznikl s nástupem císařství po vraždě Julia Caesara a pádu republiky. Po těchto událostech byly nastoleny náboženské reformy, jejichž důsledkem bylo „zbožštění“ císaře. Císařský kult se vyznačoval určitou diverzitou v období jednotlivých panovníků – u každého měl specifickou podobu.
Hlavními projevy tohoto kultu se stávaly různé pocty a ocenění císařů za úspěchy v čele Římské říše. Na základě jejich moci jim byly obětovány dary jako bohům a jejich vlastnosti a činy byly také připodobňovány k božským. Císař se nemohl stát bohem za svého života, přestože tak byli již mnozí ještě živoucí vladaři nazýváni. Po jejich smrti je pak musel glorifikovat senát. Prvním panovníkem, který obdržel božské pocty, byl Gaius Julius Caesar. Posmrtného božství se mu nedostalo samozřejmě, ale vyjádřením nejvyšší úcty a respektu k jeho osobě. V den jeho narozenin se pak pořádaly slavnosti na jeho počest, při kterých se mu také obětovalo.
Císařský kult nebyl projevem zcela náboženským, jakožto i politickým. Jeho účelem bylo propojení moci – vladaře – a už existujícího tehdejšího náboženství.